# Mohamed Dräger
Mohamed Dräger (Freiburg im Breisgau, 25 juni 1996 ) is een Tunesisch–Duits voetballer, die doorgaans speelt als rechtervleugelverdediger. Hij verruilde SC Freiburg in augustus 2020 voor Olympiakos Piraeus. Sedert 2018 is Dräger Tunesisch international.

## Clubcarrière
Dräger is een jeugdspeler van PSV Freiburg en SC Freiburg. Aldaar debuteerde hij op 27 juli 2017 in de Europa League kwalificatiewedstrijd tegen NK Domžale toen hij drie minuten voor tijd Mike Frantz kwam vervangen. De wedstrijd werd met 1–0 gewonnen. Op 13 januari 2018 maakte hij zijn debuut in de Bundesliga. Aan de rust kwam hij Bartosz Kapustka vervangen in de uitwedstrijd tegen Eintracht Frankfurt. De wedstrijd eindigde op 1–1. Vanaf de zomer van 2018 werd hij voor twee jaar verhuurd aan SC Paderborn 07. Met Paderborn wist hij op het einde van het seizoen 2018/19 de promotie te bewerkstelligen naar de Bundesliga. Paderborn eindigde op de tweede plaats na kampioen 1. FC Köln en kreeg een rechtstreeks ticket naar de hoogste afdeling.

## Clubstatistieken
| Seizoen | Club              | Competitie    | Competitie | Competitie | Beker | Beker | Internationaal | Internationaal | Totaal | Totaal |
| Seizoen | Club              | Competitie    | Wed.       | Dlp.       | Wed.  | Dlp.  | Wed.           | Dlp.           | Wed.   | Dlp.   |
| ------- | ----------------- | ------------- | ---------- | ---------- | ----- | ----- | -------------- | -------------- | ------ | ------ |
| 2017/18 | SC Freiburg       | Bundesliga    | 2          | 0          | 0     | 0     | 1              | 0              | 3      | 0      |
| 2018/19 | → SC Paderborn 07 | 2. Bundesliga | 32         | 0          | 4     | 0     | –              | –              | 32     | 0      |
| 2019/20 | → SC Paderborn 07 | Bundesliga    | 10         | 0          | 0     | 0     | –              | –              | 10     | 0      |
| Totaal  | Totaal            | Totaal        | 44         | 0          | 4     | 0     | 1              | 0              | 49     | 0      |

Bijgewerkt op 16 januari 2020.

## Interlandcarrière
Dräger is een voormalig Tunesisch jeugdinternational. Op 20 november 2018 maakte hij zijn debuut voor de nationale ploeg. In de thuiswedstrijd tegen Marokko mocht hij twaalf minuten voor tijd Naïm Sliti komen vervangen. Zijn debuutwedstrijd werd met 0–1 verloren na een doelpunt van Youssef En-Nesyri.